# Box-office des films d'animation
Cet article présente le box-office des films d'animation, tous genres et styles confondus.

## Articles
Recettes mondiales
- Box-office des films d'animation dans le monde

Recettes par pays
- Box-office des films d'animation en Bulgarie
- Box-office des films d'animation au Canada et aux États-Unis
- Box-office des films d'animation en France